# Бойчин, Анатолий Васильевич
Анатолий Васильевич Бойчин (род. 21 июля 1960, Караганда, Казахская ССР, СССР) — казахстанский политический деятель, депутат Мажилиса Парламента Республики Казахстан VII созыва (2021—2023).

## Биография
1986—1987 гг. — заместитель заведующего отделом Железинского райкома ЛКСМ Казахстана (село Железинка, Павлодарская область).
1987—1988 гг. — старший экономист совхоза Железинский.
1988—1990 гг. — инструктор Железинского района Компартии Казахстана.
В 1990—2009 годах работал в налоговых органах Железинского района и города Павлодара, заместителем директора Павлодарского филиала АО «Народный банк Казахстана».
С сентября 2009 года — директор Павлодарского филиала АО «Народный банк Казахстана».
Избирался депутатом Павлодарского областного маслихата V, VI созывов.
С января 2021 года по 2023 год — депутат мажилиса парламента Казахстана VII созыва, избран по партийному списку партии «Нур Отан» (с марта 2022 года переименована в партию «Аманат»).